# غیر (فیلم)
غیر (به هندی: Gair) فیلمی محصول سال ۱۹۹۹ و به کارگردانی آشوک گایکواد است. در این فیلم بازیگرانی همچون اجی دیوگن، راوینا تاندون، رینا روی، آمریش پوری، پارش راوال ایفای نقش کرده‌اند.

## بازیگران و صداپیشگان
| نقش          | بازیگر           | دوبلُر             |
| ویجی         | اجی دیوگن        | کیکاووس یاکیده    |
| سی کی اوبرای | آمریش پوری       | حسین عرفانی       |
| مادو         | راوینا تاندون    | شهلا ناظریان      |
| شاردا        | رینا روی         | ناهید شعشعانی     |
| جاگات        | پارش راوال       | پرویز ربیعی       |
| راجا         | آجینکیا دیو      | محمد‌‌رضا مومنی     |
| قاضی امرنات  | ساتین کاپو       | کریم بیانی        |
| سمپات        | کیران کومار      | میرطاهر مظلومی    |
| خاله         | سولابها دیشپانده | معصومه آقاجانی    |
| کاهن معبد    | سی اس دوبی       | حسین نورعلی       |
| آقای مدیر    | راجش پوری        | علی‌اصغر رضایی نیک |